# Ludwig Gumplowicz
Ludwig Gumplowicz, né le 9 mars 1838 à Cracovie et mort le 19 août 1909 à Graz (Autriche), est un historien et juriste polonais, considéré comme un des fondateurs de la sociologie dite européenne. 

## Parcours
Gumplowicz étudie le droit à Cracovie et à Vienne, puis il devient avocat dans cette ville, menant également une activité d'écrivain politique. En 1875, il a commencé à enseigner le droit constitutionnel à l'université de Graz, y devenant professeur auxiliaire en 1882 et professeur en 1893. En 1909, il s'est suicidé avec son épouse après avoir été atteint du cancer.

## Histoire de laPologne
Selon lui, l'histoire de la Pologne est divisée en trois périodes, la période des Piasts, la période des Jagellons, et les périodes du roi élu, où les trois domaines, roi, clergé, et législature étaient en constante opposition (fréquemment avec violence). 
Dans la première période la puissance législative était entre les mains du roi, dans la seconde entre les mains de la noblesse, et dans la troisième entre les mains du clergé catholique et des jésuites. Selon lui, les rois ont généralement été favorablement disposés envers les juifs, sans que la noblesse leur soit tout à fait défavorable. La troisième période est celle de la domination du clergé et des Jésuites. Les vues du clergé en ce qui concerne les juifs sont toujours demeurées les mêmes, mais jusqu'à la troisième période il a manqué de la puissance de les imposer. À partir du moment où il a assumé l'éducation de la jeunesse polonaise, le clergé a pu lui apprendre à considérer les juifs comme les ennemis de l'église.

## Travaux et influence
Gumplowicz s'est très tôt intéressé au problème des groupes ethniques opprimés, car il était de famille juive et originaire de Cracovie, une ville de l'ancienne République des Deux Nations devenue la Ville libre de Cracovie puis annexée par l'Autriche-Hongrie. Il était un avocat des minorités dans l'Empire des Habsbourg, en particulier pour les slaves.
Gumplowicz s'est intéressé à la sociologie du conflit à partir de l'idée du groupe social. Il voit dans l'État une institution contrôlée par les élites à différentes heures de l'histoire d'un pays. Il adopte le point de vue de la macrosociologie, prévoyant que si les minorités d'un État devenaient socialement intégrées, elles éclateraient dans la guerre. Dans son œuvre de 1893, Der Rassenkampf (La Lutte des races) il a prévu la guerre mondiale. Pendant sa vie il a été considéré comme un tenant du Darwinisme social.
Sa croyance politique et son caractère polémique ont attiré beaucoup d'étudiants italiens et polonais, qui ont popularisé ses théories importants en Pologne, en Italie et dans d'autres états de la couronne d'Autriche (aujourd'hui Croatie, République tchèque). Le fait qu'il ait édité ses travaux en allemand en a fait également une figure importante dans les pays de langue allemande. Il a eu particulièrement une influence sur Gustav Ratzenhofer et Renato Treves.

## Thèmes de prédilection (résumé de ses analyses)
- L'État : Il naîtrait des activités d'un groupe  qui s'organise aux fins d'en assujettir d'autres au moyen de la  discipline militaire et de la supériorité intellectuelle.

- Le droit : Le groupe qui exerce le pouvoir est  toujours numériquement inférieur par rapport aux groupes assujettis  donc le système pour compenser le déséquilibre (inégalités des  forces), on recourt au système juridique : « Le droit naît des hostilités entre ses acteurs sociaux hétérogènes et de forces inégales » [réf. nécessaire].

- La morale (la coutume) : Il s'agit de la question de la validité d'un comportement. De fait, ce dernier est imposé à ses membres. Lorsque les groupes se rencontrent et qu'ils se heurtent naît le pouvoir, l'état et le droit, pendant que la morale en formant un système de  conventions reconnues à l'intérieur d'un individu/groupe met en  évidence le manque de l'élément conflictuel dans la formation du système de règles.

- Le progrès : dans les rapports entre droit et morale, on peut déterminer un certain mouvement. Cependant, Gumplowicz évite  d'affronter le problème du progrès en général ou de l'évolution de la  société. En effet, pour lui progrès et marches arrières se  présentent selon des modalités cycliques à l'intérieur de chaque civilisation. Celles-ci seraient sujettes au danger de la barbarie aussi bien sous la forme d'un danger extérieur qu'interne. La barbarie agit comme une force cachée au sein la société, toujours prête à exploser et à prendre le dessus.

## Publications
- Race und Staat 1875
- Das allgemeine Staatsrecht 1877
- Der Rassenkampf 1883
- Grundriss der Sociologie 1885
- System socyologii 1887
- Das österreichische Staatsrecht 1891
- Geschichte der Staatstheorien, 1905
- Der Rassenkampf, 1909
- Sozialphilosophie im Umriss, (postum) 1910